# Marta Żmuda
Marta Anna Maria Trzebiatowska (Człuchów, 26 juli 1984), beter bekend onder haar artiestennaam Marta Żmuda, is een Poolse film- en theateractrice.